# Bomförband

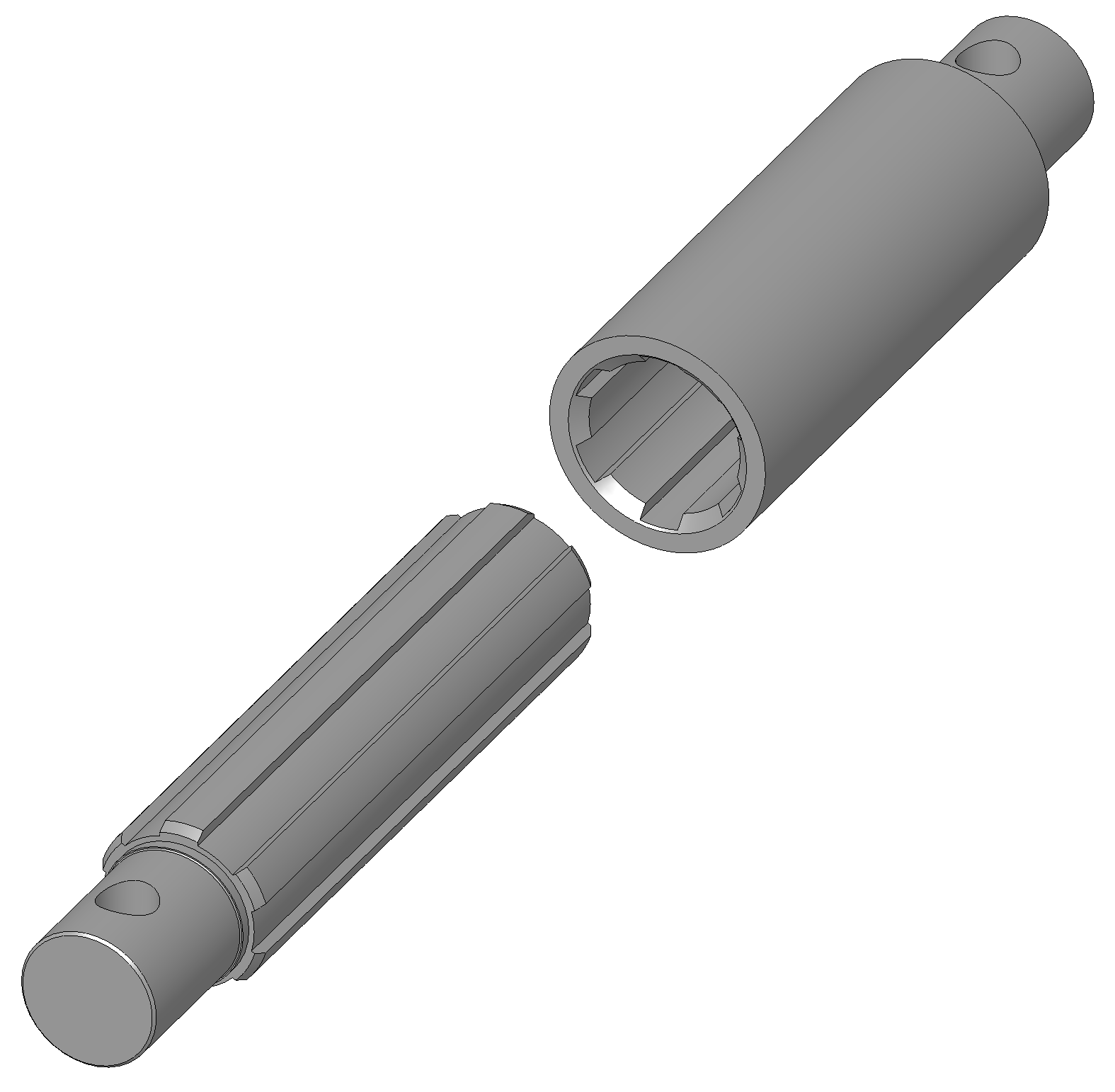
De två delarna av ett bomförband, isärdragna.

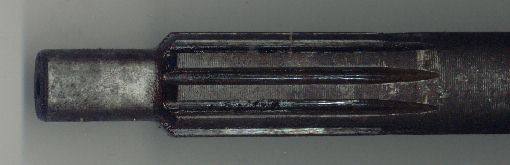
Splines på en kardanaxel.

Ett bomförband eller splineförband är ett sätt att förbinda två metallstycken, så att de kan glida i längsled och ändå vara låsta så att de roterar tillsammans.  De räfflor som finns på utsidan av det ena stycket och insidan på det andra kallas splines. Exempel på splines finns bland annat på kardanaxlar och drivaxlar på fordon. 